# オジェウ事件
オジェウ事件とは、第二次世界大戦の初頭に発生した事件である。ポーランド海軍の潜水艦オジェウが中立国エストニアの首都タリンに避難した。この事実はソビエト連邦によって、エストニア併合を正当化する口実として利用された。

## 事件

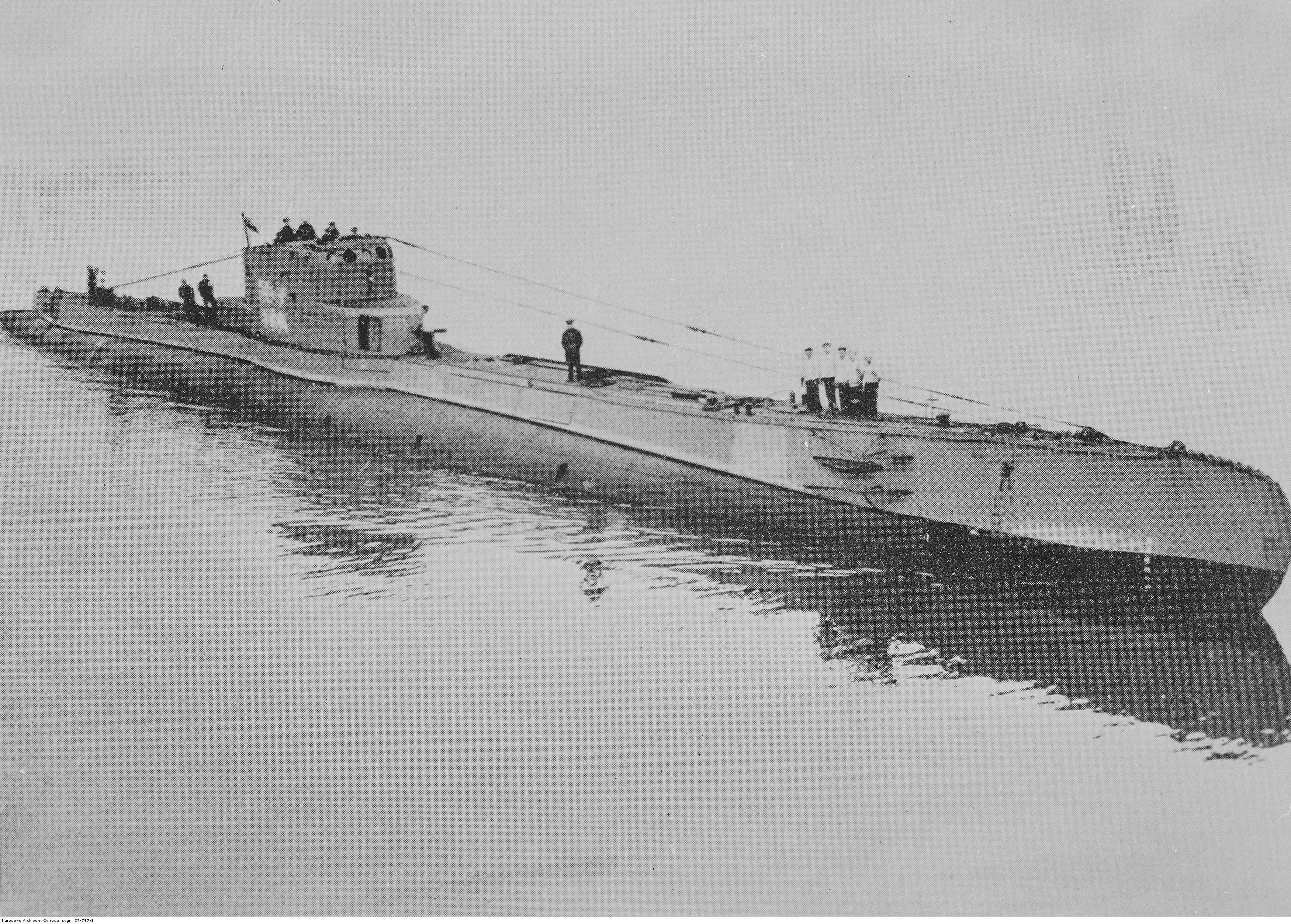
オジェウ

ナチス・ドイツがポーランドへ兵を進めた時、ポーランド海軍の潜水艦オジェウはバルト海で任務にあたっていた。しかし、艦長のクウォチュコフスキ中佐が病に倒れた。そこで、オジェウの士官たちはポーランド海軍基地への帰還を諦めエストニアのタリンを目指し、1939年9月14日到着した。次の日にはクウォチュコフスキ中佐は病院へ運ばれた。
1907年に締結されたハーグ陸戦条約の13条8項によれば、中立国政府は「軍事行動を行う可能性のあるいかなる艦船をも、自国から出航させない」義務があった。ところがドイツの要求に屈したエストニア陸軍はオジェウに乗り込み、水兵らを抑留して海図と航法機器を没収し、武装解除を開始した。
オジェウの乗組員らは、副長ヤン・グルジンスキ少佐の指揮下でひそかにタリン脱出を試みた。霧の深い夜、船体の半分程を海中に沈めたオジェウは、夜陰に乗じてタリンを脱出した。この時、乗船していたエストニア兵2名が人質にとられた。また、この事件を追っていたエストニアとドイツの記者はエストニア兵は殺害されたと発表している。実際にはこのエストニア兵はスウェーデンの海岸で解放され、衣服と食糧を与えられた。さらに、不運な成り行きから人質となったエストニア兵に同情したオジェウの乗員らは「(エストニア兵には)一等列車での帰還がふさわしい」と考えたため、1人につき50米ドルを与えられた。

## 影響

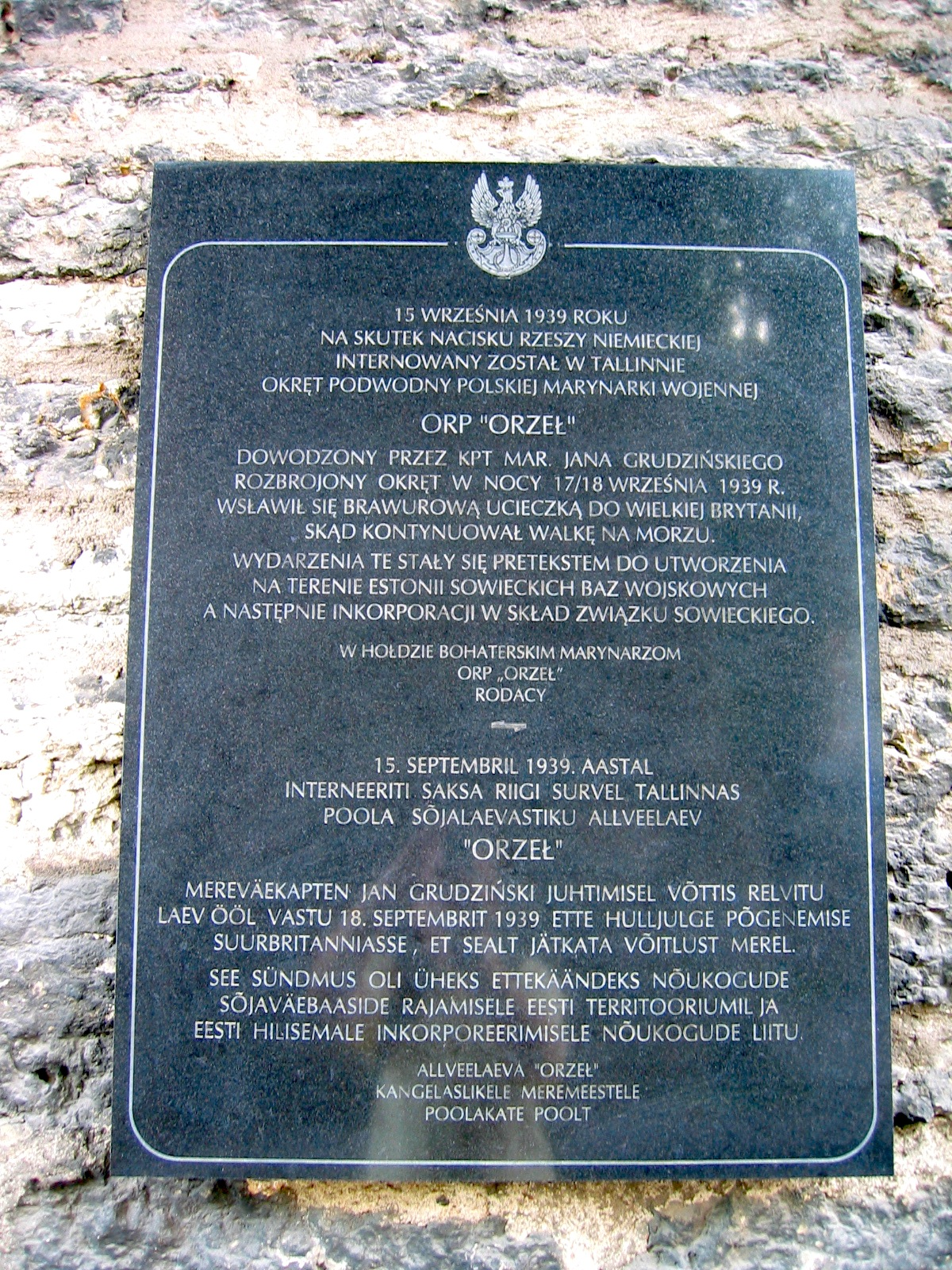
エストニア、タリンに設置されたオジェウの記念碑

ポーランドを侵略したソビエト連邦は1939年9月17日、エストニアがオジェウの乗員と共謀して彼らの逃亡を助け、中立義務に反したとして非難した。既にモロトフ・リッベントロップ協定によってドイツよりバルト三国併呑の許可を与えられていたソビエト連邦は格好の大義名分を手に入れた形となった。ソ連は事件を最大限に利用し、宣戦をちらつかせながら9月28日、「エストニア・ソ連防衛相互援助条約」を締結した。この条約によりエストニア国内への赤軍基地建設が認められた。これは翌1940年のエストニア併合を容易にした。オジェウはタリンからイギリスへの移動中、1隻の敵船も撃沈しなかったが、ソ連当局は油槽船Metalistが9月26日にナルヴァ沖で撃沈されたとして非難した。なお、オジェウはその後、1940年4月9日にドイツの輸送船リオ・デ・ジャネイロ（RIO de Janeiro、9800トン）を撃沈、5月の出撃を最後に未帰還となった。